# Bill Magarity
Bill Magarity, né le 18 mai 1952, à Philadelphie, en Pennsylvanie, est un joueur puis entraîneur américain naturalisé suédois de basket-ball. Il évoluait au poste d'ailier.

## Biographie
Il est le père de la joueuse de basket-ball Regan Magarity.

## Palmarès
- Champion de Suède 2000